# Шчитно
Шчѝтно (на полски: Szczytno; на немски: Ortelsburg) е град в Североизточна Полша, Варминско-Мазурско войводство. Административен център е на Шчитноски окръг, както и на селската Шчитноска община, без да е част от нея. Самият град е обособен в самостоятелна община с площ 10,62 км2.

## География
Градът се намира в историческата област Галиндия (Мазурия), в земята на пруското племе галинди. Разположен е на 46 километра югоизточно от Олщин край езерата Дуже Домове и Мале Домове.

## История
Селището е основано в средата на XIV век от тевтонския рицар Ортолф фон Трир, комтур на Елбльонг. Получава градско право през 1723 година.
В периода 1975 – 1998 година градът е част от Олщинското войводство.

## Население
Населението на града възлиза на 23 500 души (2017 г.). Гъстотата е 2213 души/км2.

## Транспорт
На 10 километра от града, западно от село Шимани се намира нефункциониращото от 2004 година летище Шчитно-Шимани, което е обслужвало територията на Вармия и Мазурия.

## Личности
Родени в града:
- Хорст Копков – немски СС офицер
- Юрген фон дер Вензе – немски писател
- Рихард Андерс – немски писател
- Герхард Шойман – немски режисьор

## Градове партньори
- Живец, Полша
- Бриджвю, САЩ
- Шалчининкай, Литва
- Хертен, Германия